# ×××HOLiC
×××HOLiC (×××ホリック, xxxHorikku) é um mangá escrito e ilustrado pelo grupo de mangakás, CLAMP. Foi publicado na Young Magazine entre 2003 e março de 2010. Em junho de 2010, começou a ser publicado na Bessatsu Shōnen Magazine, com término em fevereiro de 2011. No Brasil, começou a ser publicado em março de 2006 pela Editora JBC.
A história de Holic está ligada a história de outro mangá da CLAMP, Tsubasa: RESERVoir CHRoNiCLE. Os dois mangás tratam do mesmo enredo, porém de pontos de vista diferentes, sendo planejados para começarem e terminarem simultaneamente. Por isso, é comum encontrar personagens de Tsubasa em Holic, e que vários eventos ocorram ao mesmo tempo nas duas histórias.
Foi animado pela primeira vez em um filme, ×××HOLiC: Manatsu no Yo no Yume, lançado em 2005 no Japão. Ele possui um crossover com o filme de Tsubasa, Torikago no Kuni no Himegimi, lançado na mesma época.
Uma série de anime foi exibida originalmente em 2006 pela no Japão pela TBS, contando com uma temporada de 24 episódios, e uma segunda, intitulada xxxHOLiC Kei, exibida no ano de 2008. Foram lançados também quatro OVAs de xxxHolic: Shunmuki, em dois episódios, e Rō e Rō Adayume, em um único episódio produzido pelo estúdio Production I.G. No Brasil foi exibido pelo canal por assinatura Animax. A dublagem brasileira da série foi realizada pelo estúdio Álamo.
O nome ×××HOLiC é uma brincadeira entre o 'xxx' atribuído a algo proibido (ou erótico) e o sufixo provindo do inglês, holic, quem em português equivale ao sufixo latra, tornando o título traduzido como ''vicio pelo oculto/proibido'' ou o neologismo ''ocultolatra''.

## Enredo
Watanuki Kimihiro, é um jovem estudante que tem o dom de ver e atrair fantasmas e espíritos (ayakashi). Um dia, ao ser atacado por uma ayakashi, acaba entrando em uma loja. A dona do lugar é Ichihara Yuuko, uma mulher que diz que o fato dele ter entrado lá não foi coincidência. Aquela é uma loja onde se realiza desejos, e ele tinha um. Porém para que seja concedido, é necessário pagar um preço equivalente. Watanuki então, deseja não ver mais os espíritos, e para poder pagar o preço ele é forçado a aceitar a oferta de Yuuko para trabalhar em sua loja.
A partir desse momento, sua vida muda completamente. Watanuki passa a se envolver nas histórias misteriosas dos clientes de Yuuko, e com ela aprende não só sobre as situações mágicas que o cercam, mas também sobre si mesmo.

## Mangá
xxxHOLiC é publicado no Japão desde 24 de Fevereiro de 2003 pela editora Kodansha. Seus capítulos eram lançados semanalmente na Young Magazine, porém, para acompanhar melhor Tsubasa, são feitas algumas pausas nessa publicação. Havia sido anunciado que Tsubasa e xxxHOLiC terminariam em 2009, recentemente o mangá de Tsubasa terminou, no volume 28, em 7 de outubro de 2009. Então foi lançado o capítulo 186 de xxxHOLiC sob o titúlo de xxxHOLiC - ROU. Logo, a ideia pareceu ser que para cumprir a promessa, a CLAMP teria mudado o nome de xxxHOLiC e assim, esta parte terminou em 2009 dando lugar a uma nova fase da história. Já xxxHOLiC - ROU se passa 4 anos após os capítulos 180 a 185 da história de xxxHOLiC. Recentemente, foi anunciado que xxxHOLiC irá terminar em seu capítulo 213, fechando a história em seu 19º volume. Sua conclusão possivelmente está relacionada com a publicação de um novo mangá do grupo Clamp, Gate 7, primeiro do grupo a ser lançado pela editora Shueisha.
No Brasil o mangá foi publicado pela Editora JBC entre março de 2006 e 2011, porém o formato do mangá é equivalente a meio-volume dos publicados no Japão. Assim, o número de volumes brasileiros em relação aos lançados no Japão é o dobro.
No evento Clamp Festival 2012 foi anunciado pela Clamp que o mangá terá continuação, sendo publicado pela revista Young Magazine com um novo título: xxx HOLIC Rei a partir de fevereiro de 2013.

## Filme
Em 20 de agosto de 2005 foi lançado um filme de Holic chamado de: ×××HOLiC - O Filme: Sonho de uma Noite de Verão (劇場版 ×××ホリック 真夏ノ夜ノ夢, Gekijōban ×××Horikku - Manatsu no Yoru no Yume). Assim como o mangá, também possui uma ligação com o filme de Tsubasa, A Princesa do Reino Enjaulado, tendo os dois estreado no Japão quase simultaneamente, com o intervalo de apenas dez dias. O título é uma referência á obra de William Shakespeare, Sonho de uma noite de verão.
Na história, Yuuko recebe uma carta anônima convidando-a para ir até uma casa antiga, onde ocorrerá um leilão. Vários colecionadores famosos recebem a mesma carta e atendem ao convite. Porém, durante a noite, estranhos acontecimentos ocorrem na mansão e todos acabam desaparecendo.
O filme foi um dos finalistas do Festival de cinema de animação de Annecy de 2006, concorrendo com Astérix et les Vikings, Gin-iro no kami no Agito, Wallace & Gromit: The Curse of the Were-Rabbit e o vencedor, Renaissance.
Seu DVD foi lançado em 24 de novembro de 2006.

## Anime
O anime de Holic foi adaptado pelo estúdio Production I.G, mesmo estúdio que fez o filme, e também contou com o mesmo diretor, Tsutomu Mizushima. Sua primeira temporada foi ao ar na TBS todas as quintas, de 6 de abril de 2006 a 28 de setembro de 2006. Assim como a adaptação para o cinema, o anime também foi indicado ao Annecy de 2007 na categoria de melhor série.

## Temas musicais
Anime
- Abertura: 19sai (19才, Juu-Kyuu-Sai) por Suga Shikao
- Encerramentos: Reason por Fonogenico (Episódios 1 a 13 e 24) e Kagerou (蜉蝣-かげろう) por Buck-Tick
- Abertura da fase Kei: Nobody knows por Suga Shikao
- Encerramento da fase Kei: Honey honey por Seamo

Filme
- Sanagi (サナギ) por Suga Shikao

## Personagens
- Kimihiro Watanuki (四月一日 君尋, Watanuki Kimihiro)

Um garoto órfão amaldiçoado com a habilidade de ver e atrair espíritos denominados ayakashi. Ele entra em um acordo com Yuuko para trabalhar em sua loja em troca da realização de seu desejo: não poder mais ver ou atrair espíritos.
Watanuki vive sozinho e é um ótimo cozinheiro, o que o faz estar sempre preparando os mais diversos pratos para Yuuko. Não possui muitos amigos, apenas Himawari, por quem é apaixonado, e Doumeki, de quem não gostava no início mas acaba se aproximando ao saber, através de Yuuko, que ele tem o poder de afastar espíritos.
Seu nome é escrito em kanji e representa a data de seu aniversário, primeiro de abril, a mesma dos personagens Sakura Kinomoto e Syaoran, de Tsubasa, formando uma misteriosa ligação entre eles. Mas a verdade é que Watanuki é resultado de uma distorção do tempo que o verdadeiro Syaoran desejou para a verdadeira Sakura não ser morta
- Ichihara Yuuko (壱原 侑子, Ichihara Yuuko)

É uma bruxa enigmática e poderosa, além de ser uma personagem importante em Tsubasa, onde é conhecida como "bruxa das dimensões". Ela é dona de uma loja em Tóquio, em que se pagando um certo preço, pode-se ter qualquer desejo realizado. Ichihara Yuuko é um nome falso, segundo ela, pois uma vez que se conhece o nome verdadeiro de uma pessoa, pode-se descobrir tudo sobre esta e sabendo a sua data de nascimento, pode-se controlar o seu destino.
Yuuko (nome que, segundo a própria, é falso, já que ela acredita que ao revelar seu verdadeiro nome é dado à pessoa que o ouviu o poder de saber tudo sobre a primeira), também chamada por outros diversos nomes - entre eles "Bruxa das dimensões", é dona de uma loja em Tóquio, Japão. Em tal loja, pessoas que desejam ter seus desejos realizados são atraídas. Cada desejo tem seu respectivo preço, equivalente ao desejo. O preço não deve ser nem mais alto, nem mais baixo ao real valor do desejo. Caso contrário, irão ocorrer danos no corpo, no destino e na alma. O valor cobrado normalmente é algo precioso para aquele que deseja, como vemos no caso de Syaoran que teve de pagar como preço sua relação com Sakura. Algumas vezes, o preço pode não parecer ser tão significativo, como no caso de Watanuki que como pagamento tem de trabalhar na loja de Yuuko até que sua dívida seja paga.
Os capítulos ou episódios de ×××HOLiC normalmente se baseiam nos desejos que Yuuko atende e em seus respectivos preços.
No anime Tsubasa, ela aparece periodicamente, realizando desejos dos viajantes Sakura, Shoran, Kurogane, Fye e Mokona, além dos desejos de pessoas que são encontradas durante a viagem.
É revelado também, no decorrer da história, que Yuuko possuía uma forte relação com o também misterioso mago Clow.
Yuuko acredita fortemente no "Hitsuzen" (必然), algo que, em uma tradução aproximada, significa "inevitável" ou "destino".
Uma de suas mais famosas frases, que é repetida constantemente em ×××HOLiC é "この世に偶然なんてない。あるのは必然だけ。", que significa "Neste mundo não existem coincidências. Há apenas o inevitável." (tradução literal) ou "No tear que tece a vida, não existem pontas soltas. Todos os fios estão entremeados entre si e estão revestidos de significado." (tradução oficial, presente nos mangás publicados pela editora JBC, no Brasil).
- Maru e Moro (マル＆モロ)

Ajudantes da Yuuko, seus nomes completos, Marudashi e Morodashi, significam respectivamente: "mostra tudo" e "mostra descaradamente". São bastante alegres e costumam falar ao mesmo tempo, mas não podem sair da loja por não terem almas.
- Mokona Modoki (モコナ＝モドキ)

Pequena criatura preta que sempre acompanha Watanuki, é o companheiro de bebida de Yuuko e serve para comunicação com o outro Mokona que foi viajar junto com os protagonistas de Tsubasa: RESERVoir CHRoNiCLE.
- Himawari Kunogi (九軒 ひまわり, Kunogi Himawari)

Colega de classe de Kimihiro por quem ele é apaixonado. Apesar de parecer uma humana normal, espíritos como a Ame-Warashi notam que existe algo estranho nela, além dela trazer má sorte para o Watanuki. Na verdade Himawari causa má sorte em muitos a não ser em seus pais, por isso Ame Warashi a teme.
- Shizuka Doumeki (百目鬼 静, Doumeki Shizuka)

É um garoto especial com 19 anos de idade, nascido em 3 de março. Possui poderes que complementam os de Watanuki, que pode ver e atrair os ayashiki, enquanto Doumeki os repele. Vira uma espécie de parceiro do Watanuki, ajudando-o a cumprir tarefas relacionadas a espíritos embora estejam sempre discutindo um com o outro. Doumeki adora praticar esportes. Ele é do time de basquete da sua escola e também pratica arco e flecha.
Personalidade
Doumeki é super tranquilo agindo com precisão e calma quando tem que salvar Watanuki. É um bom amigo e por isso tenta proteger todos os que têm.
Família
Doumeki mora sozinho em um templo antigo. Foi criado pelo seu avô (Haruka Doumeki) que lhe ensinou coisas sobre espíritos e costumes sobrenaturais. Seu avô também o ensinou as coisas boas da vida e como aproveita-las.O seu poder espiritual vem de seu avô.
- Zashiki-Warashi (座敷童)

É a fada (espírito) virgem, vive em uma montanha sagrada com os Karasu Tengu. Ela é extremamente tímida e tem uma queda pelo Watanuki.
- Ame-Warashi (雨童女)

É a fada (espírito) da chuva, ela fez um acordo com a Yuuko para salvar uma hortência divina da envenenamento do sangue de uma garota assassinada que foi enterrada em baixo da planta. Ela não gosta de pessoas e muitas vezes os trata como simples coisas, além de ocasionalmente acertá-las com seu guarda-chuva. É amiga da Zashiki-Warashi.
- Kudakitsune (管狐)

A raposa em tubo recebida como pagamento pela Ame-Warashi. Tem duas formas, a de uma pequena criatura parecida com uma serpente e a tradicional Kyuubi (Raposa de nove caudas). A Kudakitsune está sempre seguindo o Watanuki e o protegendo de espíritos perigosos, além de sempre entrar nas roupas dele e o encher de beijos.